# パーム・ジュメイラ
座標: 北緯25度6分52.8秒 東経55度8分16.07秒 / 北緯25.114667度 東経55.1377972度

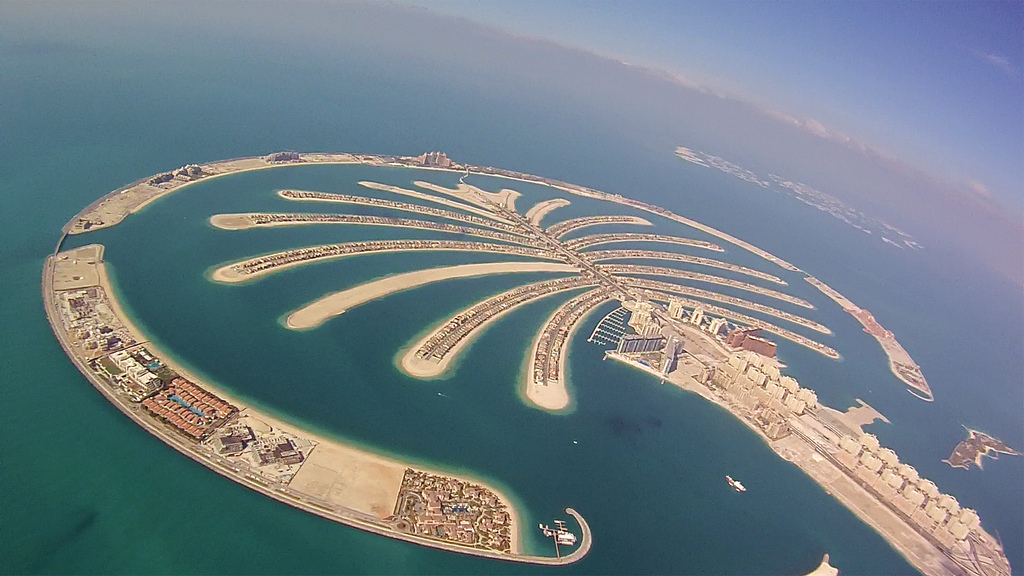
2012年のパーム・ジュメイラ（ドバイ）

パーム・ジュメイラ（英語：Palm Jumeirah）は、アラブ首長国連邦のドバイ政府所有の企業ナキール（アラビア語: نَخِيل, Nakhīl, ナヒール、英語: Nakheel, 「ナツメヤシ(の木)」の意）が作ったペルシア湾の人工島で、ドバイ市街地の西郊のジュメイラ地区の海岸部に建設された。
パーム・アイランド3島の一つで、パーム・アイランド3島の中でも最小であり、最初に作られた。パーム・ジュメイラ建設によりドバイの海岸線は520km長くなった。

## 概要

### 名称

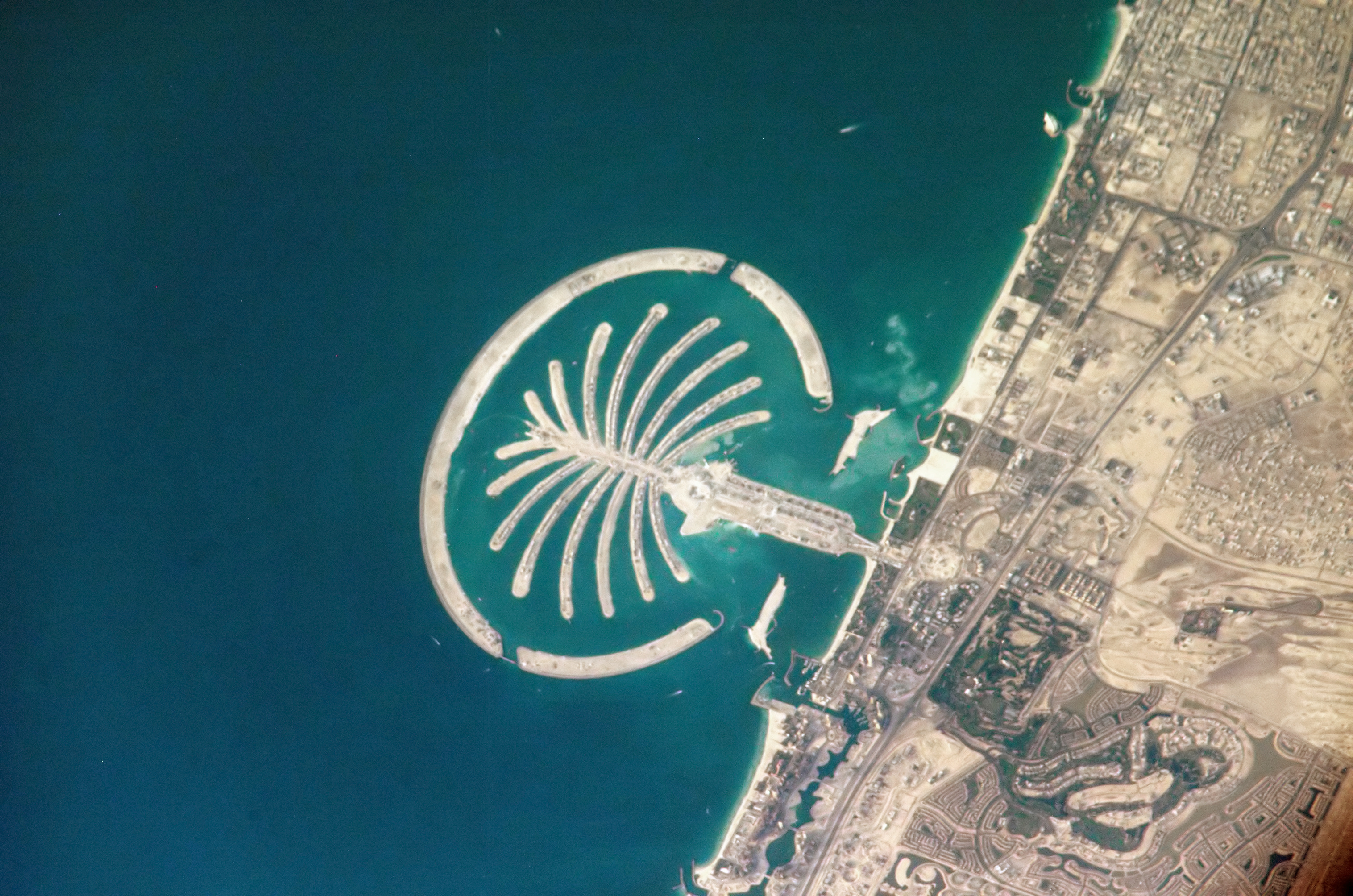
2005年のパーム・ジュメイラ

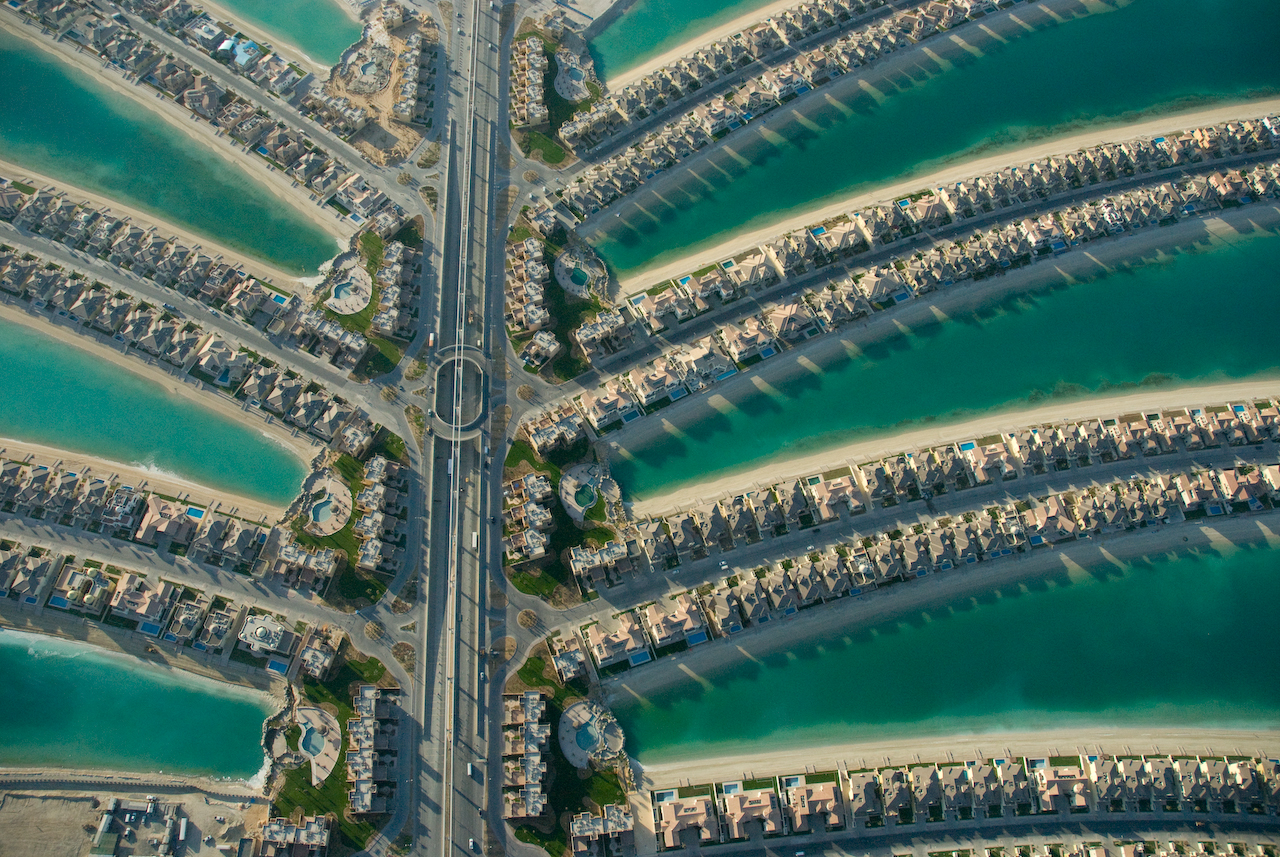
根元部分（2008年3月11日）

パーム・ジュメイラは英語名称が「Palm Jumeirah」。
アラビア語名称の文語アラビア語（正則アラビア語、フスハー）では「ナフラト・ジュマイラー」（アラビア語：نخلة جميرا, Nakhlat Jumayrā ないしは Nakhlat Jumairā）、また口語アラビア語（アーンミーヤ、現地方言）では「ナフラト・ジュメイラ」（アラビア語：نخلة جميرا, Nakhlat Jumeria）と発音され、「ジュメイラのヤシの木」を意味。
（ナツメ）ヤシの木のような形をしており、英語名称ではヤシを意味するPalm、アラビア語名称では「（ナツメ）ヤシの1本の木」を意味するナフラ（نخلة, nakhlahないしはnakhla）が使用されている。
ジュメイラはドバイ首長国の地名で、文語アラビア語（正則アラビア語、フスハー）ではジュマイラー（アラビア語：جميرا, Jumayrā ないしは Jumairā）、口語アラビア語（アーンミーヤ、現地方言）ではJumeira（ジュメイラ）と呼ばれている。
地名の由来は
- 名詞「ジャムル」（アラビア語：جمر, jamr, ジャムル , 「燃えている炭、明るく輝きパチパチしている炭」）の縮小名詞語形で、同地区の砂が直射日光で熱せられ炭のように熱く感じられたことからつけられた。
- 名詞「ジャムラ」（アラビア語：قمرة, 文語アラビア語発音：qamarah ないしは qamara(カマラ), 口語アラビア語（アーンミーヤ、現地方言）発音：jamrah ないしは jamra(ジャムラ), 「月光、月明かり」の意[5]）の縮小名詞語形で、同地の砂が白く、夜になると月の光のような色で白くきらめいて見えたことからつけられた。

などとされている。

### 形状
パーム・ジュメイラは海岸部から生えた（ナツメ）ヤシの形をしており、伸びた枝葉に物件が配置されている。
ヤシの木の幹に当たる部分からは、枝に当たる部分が16本延びている。周囲は全長11キロメートルの三日月形の防波堤に取り囲まれている。敷地は5キロメートル四方であり、その面積はサッカー競技場で800面分以上になる。幹の根元は本土と300メートルの橋で結ばれており、周囲の三日月形防波堤は幹の先と海底トンネルで結ばれている。

### 施設
パーム・ジュメイラは観光地・別荘地として開発され、観光施設建設が進めば数年以内に世界一のリゾート地になるとして宣伝されている。パーム・アイランドは自らを「世界八番目の不思議」と宣言している。この島の埋め立てにより、ドバイの海岸線の長さは2倍になった。
開発者の宣伝資料によると、ジュメイラ・パーム島はテーマ・ホテル、3つの別荘地（シグネチャーヴィラ、ガーデンホームズ、カナルコーヴタウンホームズ）、海岸線沿いの集合住宅、ビーチ、マリーナ（ヨットの波止場）、レストラン、カフェ、小売店舗などがある。2009年中に、以下のようなホテルが30軒以上開業する。

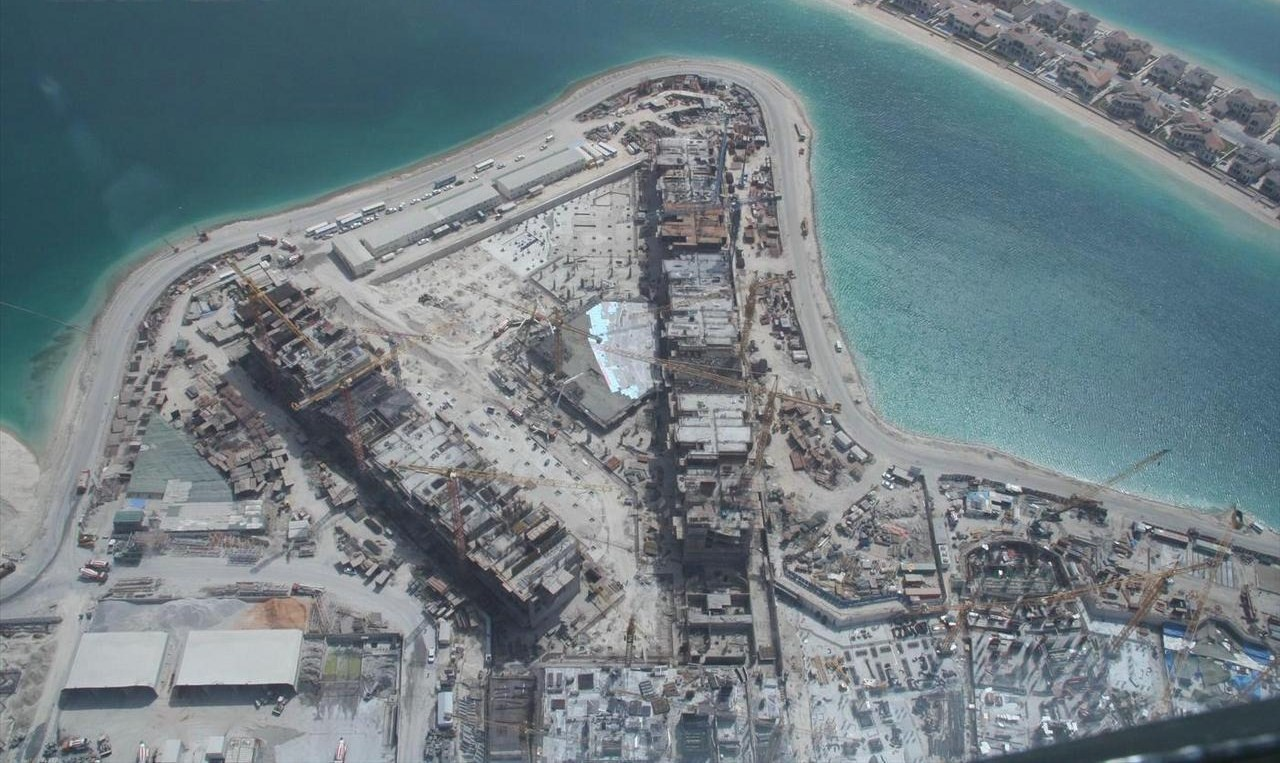
オセアナリゾート&スパ。2007年5月1日

- トランプ・インターナショナル・ホテル&タワー (The Trump International Hotel & Tower)
- アトランティス・ザ・パーム 2008年9月開業
- タジ・エクソティカホテル&リゾート (The Taj Exotica Hotel & Resort)
- グランジャー・レジデンス（Grandeur Residences）
- オットマン・パレス（Ottoman Palace） 2009年下期開業。
- エスク・パーム・ジュメイラ（Essque Palm Jumeirah） ティアラ・レジデンス・プロジェクトの一つ。2010年開業。
- オセアナリゾート&スパ（Oceana Resort & Spa）
- フェアモント・パーム・レジデンス（The Fairmont Palm Residence）
- フェアモント・パーム・ホテル&リゾート（The Fairmont Palm Hotel & Resort）, フェアモント・ホテル&リゾート (Fairmont Hotels and Resorts)
- ドバイ・エステートホテル&パーク（The Dubai Estates Hotel & Park）
- ホテル・ミッソーニ・ドバイ（Hotel Missoni Dubai）
- ラディッソンSASホテルドバイ（Radisson SAS Hotel Dubai, The Palm Jumeirah）
- ケンピンスキ・エメラルド・パレス（Kempinski Emerald Palace）
- ケンピンスキ・エメラルド・パレス・レジデンス（Kempinski Emerald Palace Residences）

人工魚礁を作るため、F-100戦闘機2機がパーム・ジュメイラ近くの海に沈められており、ダイビングスポットになっている。
2007年6月18日、海運会社キュナード・ラインは、クルーズ客船クイーン・エリザベス2をドバイの企業イスティスマールに売却した。イスティスマールはこれをパーム・ジュメイラの海に浮かぶホテルとして2009年に開業させる予定であったが、ナキールの都合によりケープタウンに移されている。

## 交通

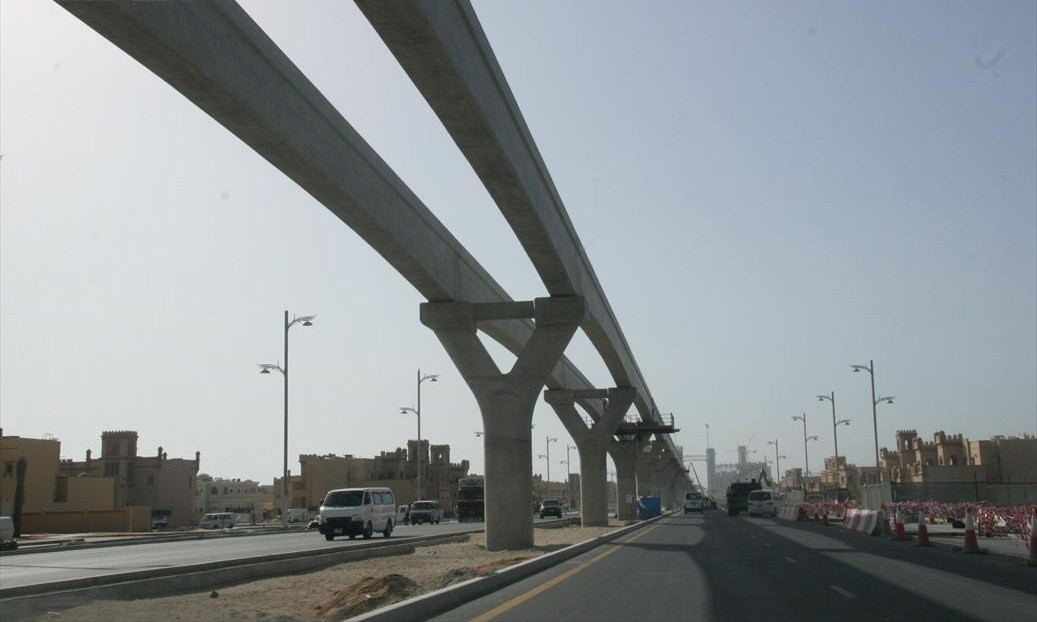
パーム・ジュメイラモノレール

パーム・ジュメイラモノレールは路線長5.4キロメートルであり、アトランティスホテルと島の根元のゲートウェイタワーズを結ぶ。2009年5月6日に開業した。

## 構成
パーム・ジュメイラの建設工事は2001年6月に開始され、2006年に最初の宅地の分譲が始まった。埋立工事の分野で実績のあるオランダのVan Oord社が建設を行った。島の埋め立てには9,400万立方メートルの砂と700万トンの岩石が使用され、深さ10.5メートルほどの海底に土砂が投入され海面上3メートルの高さまで積み上げられた。防波堤には天然の岩石が使われており、年月が経つにつれ海の生物が周囲に住むよう意図されている。

## 発生した問題
プロジェクトはいくつかの原因で計画よりも遅れた。建設内容が複雑だったことが原因の一つである。2005年の時点で計画は2年遅れであった。また、当初の計画でナキールは住宅4500（別荘2000とアパート2500）を作り、それを計画の投資者に優先的に提供すると発表していたが、後に各住宅の大きさを小さくするなどしてこれを8000にまで増やすと発表したため、多くの苦情が寄せられた。

## ギャラリー

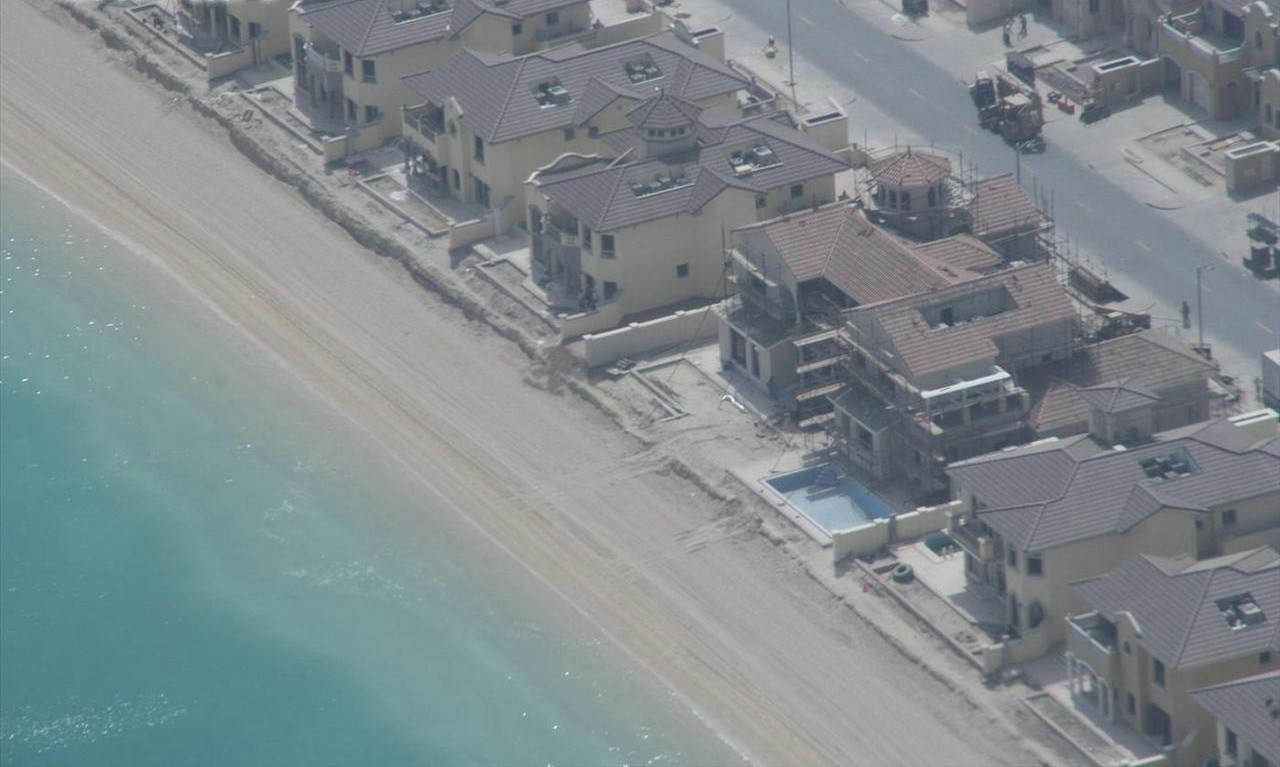
ヴィラ
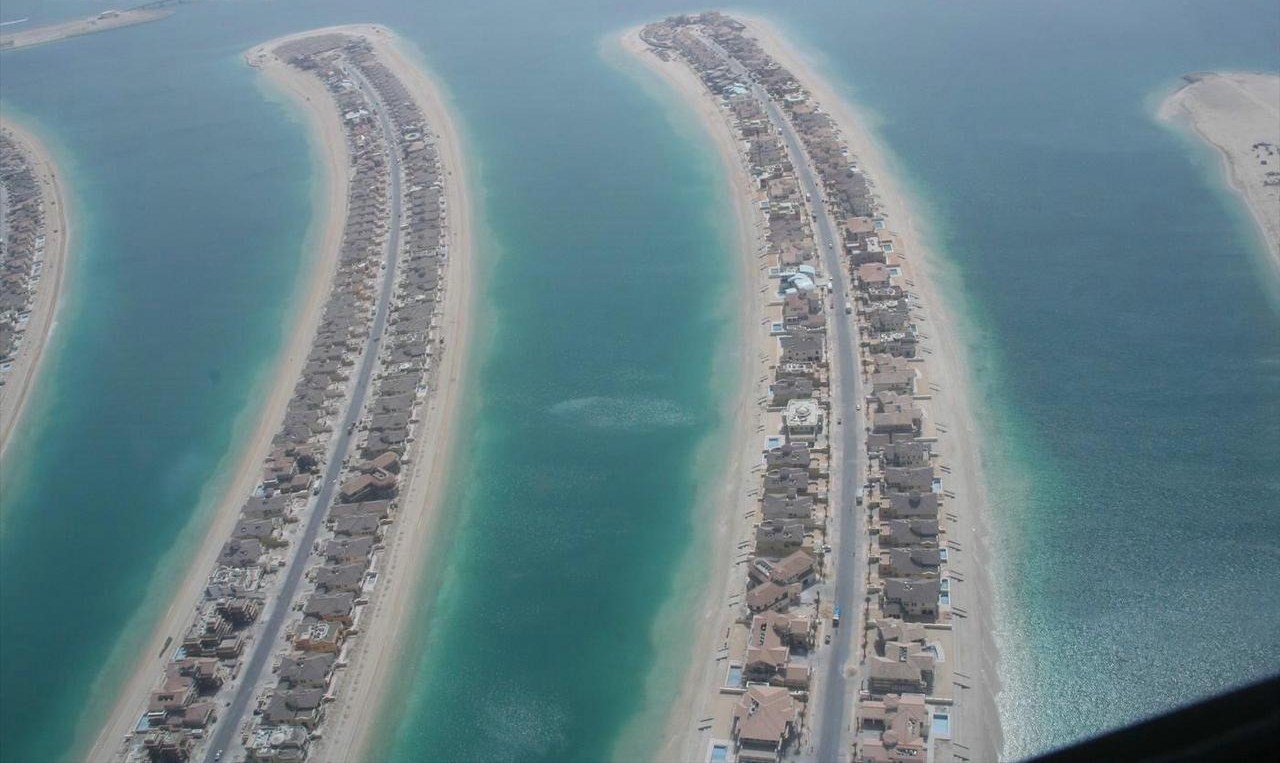
枝部分
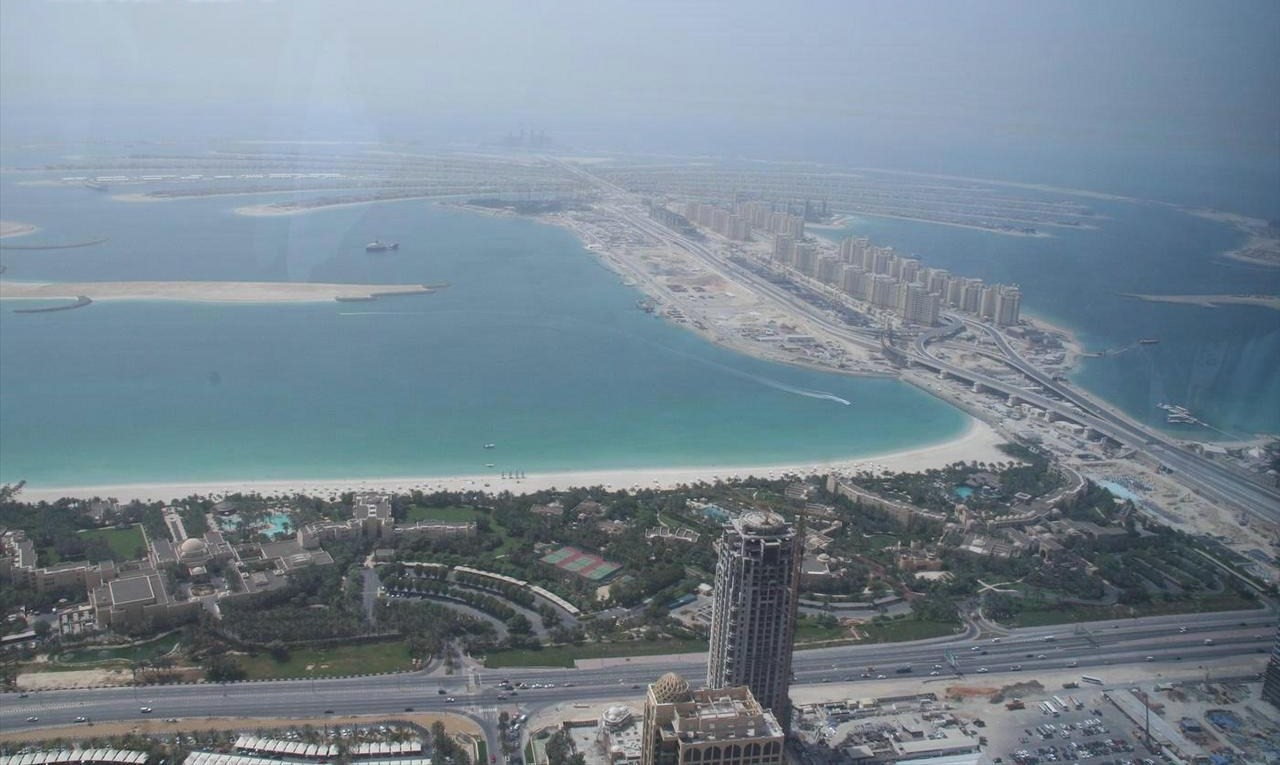
2007年5月1日の写真
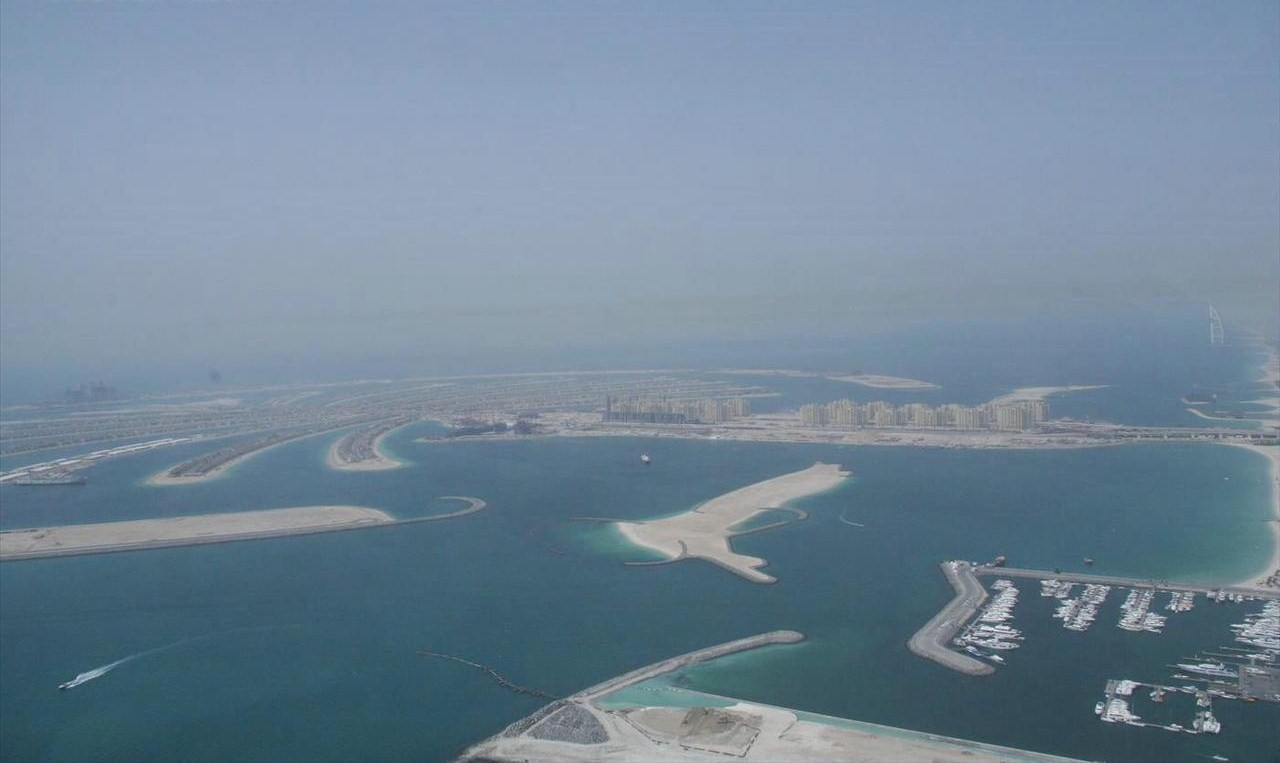
2007年5月1日の写真